# بلوک تجاری

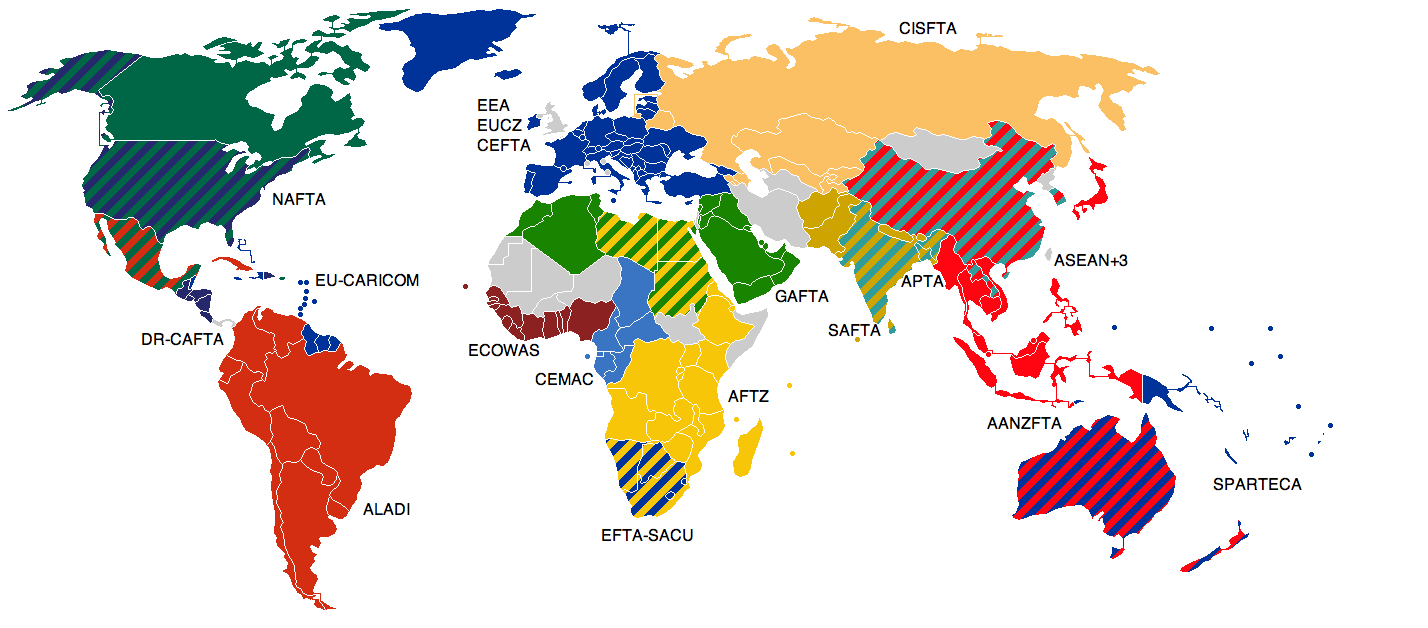
بلوک‌های تجاری در جهان

بلوک تجاری (به انگلیسی: Trade bloc)، مجموعه‌ای ازکشورها که با یکدیگر دارای تجارت بین‌المللی هستند و معمولاً براساس توافقنامه‌های تجارت آزاد یا دیگر اتحادها تجارت می‌کند.